# Nong Chok
Nong Chok (thailändisch หนองจอก, ausgesprochen [nɔ̌ːŋ t͡ɕɔ̀ːk]) ist eine der 50 Khet (Bezirke) von Bangkok, der Hauptstadt von Thailand. Nong Chok liegt im äußersten Nordosten des Stadtgebiets.

## Geographie
Nong Chok grenzt an die folgenden anderen Bezirke (im Uhrzeigersinn von Norden): Amphoe Lam Luk Ka der Provinz Pathum Thani, Amphoe Bang Nam Priao und Amphoe Mueang Chachoengsao der Provinz Chachoengsao und die folgenden Khet von Bangkok: Lat Krabang, Min Buri und Khlong Sam Wa.
Nong Chok ist der flächenmäßig größte Bezirk Bangkoks und zugleich der mit der niedrigsten Bevölkerungsdichte. Die Siedlungsstruktur ist als suburban, teils sogar ländlich, zu beschreiben.

## Geschichte
Der Bezirk wurde 1897 in der Regierungszeit von König Chulalongkorn als Amphoe eingerichtet.
Der Namensbestandteil Nong bedeutet Sumpf und Chok Wassersalat (Pistia stratiotes). Die Mehrheit der Bewohner sind Muslime, deren Vorfahren im späten 18. und 19. Jahrhundert aus dem ehemaligen malaiischen Sultanat Patani hierher migrieren mussten bzw. als Kriegsbeute verschleppt wurden. Diese kultivierten die zuvor unbewohnte, sumpfige Gegend und legten hier Reisfelder an. Hierzu wurde ein Kanal, der Khlong Saen Saep, ausgehoben, der einerseits dem schnelleren Transport von Truppen Richtung Kambodscha, andererseits aber auch der Urbarmachung der einstigen Sumpfgebiete östlich von Bangkok dienen sollte.
Im Jahre 1902 wurde Nong Chok ein Amphoe (Bezirk) der neu eingerichteten Provinz Min Buri. Wegen wirtschaftlicher Schwierigkeiten in den Jahren 1930–1931 wurde Minburi im Jahre 1931 aufgelöst; Nong Chok wurde zunächst der Provinz Chachoengsao zugeordnet, die Verwaltung jedoch im folgenden Jahr nach Bangkok verlegt, weil die Reisebedingungen zwischen Nong Chok und Chachoengsao zu schwierig waren.
Bis heute ist Nong Chok der einzige Bezirk Bangkoks, in dem Muslime und nicht Buddhisten die Bevölkerungsmehrheit stellen. Etwa 75 % der Einwohner bekennen sich zum Islam, nur 22 % zum Buddhismus. Im Bezirk Nong Chok haben das Amt des geistlichen Oberhaupts der thailändischen Muslime (Schaich al-Islām bzw. Chula Ratchamontri) sowie der Zentrale Islamrat Thailands (CICOT) mit der Abteilung für Halāl-Angelegenheiten ihren Sitz. Im Jahr 2011 kam es zu einem Konflikt, als die staatliche Wat-Nong-Chok-Schule, die sich auf dem Gelände eines buddhistischen Tempels befindet, muslimischen Schülerinnen das Tragen des Kopftuchs (Hidschāb) untersagte. Das thailändische Bildungsministerium sieht hingegen eine optionale Variante der Schuluniform mit Hidschāb vor.
Seit Mitte der 1990er-Jahre ist die Bevölkerungszahl rapide gewachsen. Hatte Nong Chok 1995 gut 70.000 Einwohner, so waren es 2017 bereits 170.643.

## Wirtschaft
Landwirtschaft war und ist der wichtigste Teil der Wirtschaft von Nong Chok. Reis, Gemüse, Früchte und Viehzucht sind die Hauptprodukte. Nong Chok ist ebenfalls bekannt für seine Kampfhähne und Vogelkäfige. Zahlreiche Bewässerungskanäle (Khlongs) wurden gegraben, die gleichzeitig der Verbesserung des Transportwesens dienten. Seit Mitte der 90er-Jahre siedelten sich verschiedene Dienstleistungs- und Industriezweige in der Region von Nong Chok an. Am 16. September 2009 wurde das moderne Nong Chok National Football Center von Sepp Blatter, dem ehemaligen FIFA-Präsidenten, offiziell eröffnet.

## Bildung
Die private Mahanakorn University of Technology hat ihren Sitz in diesem Bezirk.

## Verwaltung
Der Bezirk ist in acht Khwaeng (Unterbezirke) eingeteilt:
| Nr. | Name            | Thai      | Einw.  |
| --- | --------------- | --------- | ------ |
| 1.  | Krathum Rai     | กระทุ่มราย  | 38.290 |
| 2.  | Nong Chok       | หนองจอก   | 21.116 |
| 3.  | Khlong Sip      | คลองสิบ    | 08.986 |
| 4.  | Khlong Sip Song | คลองสิบสอง | 11.162 |
| 5.  | Khok Faet       | โคกแฝด    | 33.660 |
| 6.  | Khu Fang Nuea   | คู้ฝั่งเหนือ   | 17.544 |
| 7.  | Lam Phak Chi    | ลำผักชี     | 30.365 |
| 8.  | Lam Toiting     | ลำต้อยติ่ง   | 09.520 |